# 新宝珠幼稚園
新宝珠幼稚園（しんほうじゅようちえん）は、大阪府堺市北区金岡町にある、学校法人新丸学園が設置した仏教系の私立幼稚園。園敷地内には総本山を仁和寺とする真言宗御室派の観音寺があり、講堂として使われている。

## 沿革
- 1973年（昭和48年） - 堺市北区金岡町に新宝珠幼稚園を開園。
- 1976年（昭和51年） - 幼稚園敷地内に観音寺（講堂）竣工
- 2016年（平成28年） - 認定こども園になる
- 2017年（平成29年） - 新園舎が完成

## 通学手段など
- 園児の主な通学手段
  - 徒歩
  - スクールバス

## 著名な出身者
- 井関貴史（政治家・堺市議会議員）[1]